# Maurice Géminel
Maurice Géminel, né le 12 janvier 1920 à Beausite et mort le 4 novembre 2013 à Paris 5e, est un officier français de la Seconde Guerre mondiale, lieutenant du Jedburgh Bunny.

## Biographie
Maurice Géminel est élève de Saint-Cyr (promotion de la Plus Grande France, 1938-1939). Il est sous-lieutenant au 10e bataillon de chars de combat et est blessé aux jambes dans son char à Sapignicourt (Marne) le 14 juin 1940. Lieutenant au 4e régiment de chasseurs d'Afrique à Casablanca, il est recruté en décembre 1943 par le SOE et suit en Angleterre pendant six mois la formation des Jedburghs.
Le lieutenant Géminel, Gerville, est affecté au team Jedburgh Bunny, parachuté dans la nuit du 17 au 18 août 1944 à Selongey (Côte-d'Or), pour appuyer le maquis de La Salle à Auberive, commandé par le capitaine Paul Carteron, Max. Il est blessé le 22 août dans un combat à Plesnoy. Le 8 septembre, il monte une embuscade à Latrecey. Grièvement blessé, laissé pour mort sur le terrain, il est relevé par des habitants qui le portent à Auberive où le groupe mobile médical 3 peut l'opérer et le sauver.
Maurice Géminel suit après la guerre sa carrière militaire qu'il finit au grade de colonel. Il meurt à l'âge de 93 ans à l'hôpital militaire du Val- de-Grâce.

## Décorations
- Officier de la Légion d'honneur
- Commandeur de l'Ordre national du Mérite
- Croix de guerre 1939-1945
- Croix de la Valeur militaire.

## Sources
- Club Mémoire 52, "Missions spéciales en Haute-Marne (1944), 11 mars 2011, avec une photo de Maurice Géminel
- Le Figaro, 7 novembre 2013
- Mémoire 52, "héros de la Libération, ami du Club, Maurice Géminel n'est plus", 7 novembre 2013
- Special Operations Executive, HS 9/572/3, The NationalArchives, Londres.